# Mar de Ostende
Mar de Ostende es un balneario turístico de la costa atlántica argentina perteneciente al Partido de Pinamar. 
Limita al norte con Pinamar, al sur y al oeste con Ostende, y al este con el mar Argentino.

## Breve historia
En el año 1993, mediante la Ordenanza Nº1205 el Concejo Deliberante declara oficialmente a Mar de Ostende como localidad del Partido de Pinamar, fijándose como fecha fundacional el 19 de noviembre de 1949, fecha en la que la firma Vinelli, por orden de Mar de Ostende S. A. realiza el primer remate de los terrenos pertenecientes a esa sociedad.
|                                           | Norte: Pinamar |         |
| Oeste: Localidades del Partido de Pinamar |                | Este: - |
|                                           | Sur: Ostende   |         |

- Datos: Q5995187